# Bromuro di iodio(I)
Il bromuro di iodio(I) o monobromuro di iodio è il composto interalogeno biatomico di iodio e bromo e con formula IBr. In questo bromuro lo iodio è nello stato di ossidazione +1. È una specie abbastanza stabile e si può ottenere a temperatura ambiente come cristalli di color rosso molto scuro, spesso descritto come nero. Come altri composti interalogenici è un forte ossidante, corrosivo e molto reattivo. Si può usare in reazioni di alogenazione di sostanze organiche.

## Sintesi
Il composto fu descritto per la prima volta nel 1826 da Antoine Jérôme Balard, farmacista e chimico di Montpellier, scopritore del bromo. Il composto si ottiene per sintesi diretta dagli elementi in quantità stechiometriche; il composto grezzo è poi purificato per cristallizzazione frazionata:
{\displaystyle {\ce {I2 + Br2 -> 2 IBr}}}

## Struttura e proprietà
A temperatura ambiente IBr solido cristallino è solubile il solfuro di carbonio, etere e acido acetico glaciale, come pure in acetone, acetonitrile, diclorometano e tetracloruro di carbonio; anche in acqua e in alcool si scioglie, ma con decomposizione;
Tra i composti interalogeni biatomici, eccettuando IF che è estremamente instabile, il bromuro di iodio è il meno volatile. Diversamente che con il cloro (o il fluoro) lo iodio con il bromo non forma ulteriori composti.
Nella molecola in fase vapore il legame (248,5 pm) è leggermente più corto che nel cristallo ed entrambe queste lunghezze di legame sono leggermente minori della somma dei raggi covalenti di I e Br (259 pm), come atteso per la differenza delle elettronegatività. Tale differenza (0,30) è modesta, ma comporta comunque un momento dipolare per la molecola, che ammonta 0,737 D, o 1,21 D, secondo altri. Questo permette l'instaurarsi di interazioni dipolo-dipolo che favoriscono l'accorciamento delle distanze intermolecolari nelle fasi condensate.
Allo stato solido IBr cristallizza nel sistema ortorombico, gruppo spaziale Ccm21, con costanti di reticolo a = 490 pm, b = 699 pm e c = 893 pm, ci sono quattro unità di formula per cella elementare. La distanza internucleare I–Br nel cristallo risulta 252 pm, e la distanza tra i contatti intermolecolari Iδ+–Brδ-……Iδ+–Brδ- è di 316 pm, un valore decisamente inferiore alla somma dei raggi di van der Waals di iodio e bromo (410 pm), il che indica un'interazione significativa tra le molecole IBr.
Reagisce con gli alcheni dando l'addizione elettrofila:
R-CH=CH2  +  I-Br  →  RCHBr=CH2I
In acqua IBr reagisce come ICl e gli altri interalogeni binari, formando l'acido ipoalogenoso dell'alogeno meno elettronegativo dei due, qui lo iodio, e l'acido alogenidrico dell'altro:
IBr  +  H2O  →  HIO  +  HBr
Può comportarsi da acido di Lewis e, con ioni Br -, ad esempio, forma lo ione complesso IBr2-:
IBr  +  Br -  →  IBr2-
Questo ione è isoelettronico di valenza con il triioduro I3- e, come quet'ultimo, può essere isolato più facilmente come sale di cationi grandi, ad esempio è presente in RbIBr2 e CsIBr2; di quest'ultimo è nota la struttura cristallina. Le proprietà di IBr come acido di Lewis, insieme a quelle di I2, Br2, ICl ed altri interalogeni sono studiate nell'ambito del modello ECW; come questi alogeni e interalogeni, IBr forma addotti e complessi a trasferimento di carica con molte specie donatrici.
Allo stato fuso il composto mostra una discreta conducibilità, dovuta ad una reazione di dissociazione rappresentabile con la reazione seguente (una autoionizzazione):
3 IBr3  ⇄  I2Br+(sol)  +  IBr2–(sol)
Questa autoionizzazione è del tutto analoga a quella del cloruro di iodio ICl.